# コンラート2世 (メラーン公)
メラーン公コンラート2世（Konrad II., Herzog von Meranien, ? - 1182年10月8日）は、メラーン公、ダッハウ伯（コンラート3世）。メラーン公コンラート1世コンラート1世の息子。父コンラート1世は2度結婚しており、コンラート2世の母は不詳である。ヴィッテルスバッハ家の分家であるダッハウ＝メラーン家はコンラート2世で断絶した。

## 生涯
コンラート2世は1159年に父よりメラーン公位を継承した。父と異なり、コンラート2世はメラーン公とのみ記されており、父の持っていたクロアティア及びダルマティア公位は失っていたとみられる。
後見人は叔父のアルノルト3世であった。コンラート2世はホーエンシュタウフェン朝の廷臣であったが、ほとんど姿を見せなかった。コンラート2世は生涯のほとんどをダッハウ城で過ごし、自らをダッハウ公と名乗った。コンラートは1182年に子女がないまま死去した。ダッハウ伯領は本家のバイエルン公オットー1世のものとなり、メラーン公位はハインリヒ3世が追放された1180年からコンラート2世の死までの間に、アンデクス家のベルトルトの手に渡った。
コンラート2世の死により、シェイエルン＝ダッハウ家は断絶したが、分家のダッハウ＝ファライ家は存続した（1268年断絶）。

## 家族
コンラート2世はチュービンゲン伯フーゴの娘ウディルヒルデと結婚したが、子供はいなかった。
ウディルヒルデはコンラート2世の死後まもなく、ダッハウ城およびダッハウ伯領をバイエルン公オットー1世に「10マルクの金と900ポンドペニッヒ」で売却した。